# Kalle och den stora glashissen
Kalle och den stora glashissen eller Kalle och glashissen (engelska: Charlie and the great glass elevator) är en barnbok (roman) av Roald Dahl från 1972, utgiven i Sverige 1984. Romanen anknyter till Kalle och chokladfabriken, boken tar vid där föregångaren slutar och handlar om när Kalle tillsammans med Willy Wonka och sin familj ska ta sig tillbaka till chokladfabriken i den fantastiska glashissen. På grund av olyckliga omständigheter råkar hissen hamna utanför atmosfären, och resan blir till ett rymdäventyr. På svenska finns den utgiven under två olika titlar, dels Kalle och den stora glashissen, dels Kalle och glashissen.
1984 års upplaga är illustrerad av Bengt Arne Runnerström.